# 山下高之
山下 高之（やました たかのぶ、1930年1月14日 -2007年11月9日  ）は、日本の経営学者。学位は、経営学博士（立命館大学・論文博士・1981年）（学位論文「近代的管理論序説 テイラー・システム批判」）。立命館大学名誉教授。

## 略歴
東京府（現荒川区）出身。京都大学経済学部卒。 大阪市立大学大学院経済学研究科博士課程満期退学。1981年「近代的管理論序説 テイラー・システム批判」で立命館大学より経営学博士の学位を取得。立命館大学経営学部講師、助教授、教授。1994年退任、名誉教授。あと中京学院大学教授を五年間勤める。

## 著書
- 『近代的管理論序説 テイラー・システム批判』ミネルヴァ書房 1980
- 『体系生産管理論』中央経済社 1990
- 『「日本的経営」の展開』法律文化社 1991

### 共編著
- 『経営生産管理論』橘博,野崎幸雄共著 世界書院 現代経営学双書　1967
- 『現代企業の管理構造』今井俊一共編著 ミネルヴァ書房 講座経営経済学 1979
- 『危機の時代と管理』角谷登志雄共編 法律文化社 1981
- 『現代経営論 危機の時代の再検討』今井俊一共編著 ミネルヴァ書房 1988
- 『国際摩擦と国際理解 1 岐路にたつ国際秩序』田村悦一, 柳ケ瀬孝三共編　法律文化社 1989
- 『経営学 現代企業の経営と管理』今井俊一共編 八千代出版 1994

## 論文
- <山下高之